# Mikro
Mikro (μ) ( μικρός, mikros – „mały”) – przedrostek jednostki miary w układzie SI, oznaczający mnożnik 0,000 001 = 10-6 (jedna milionowa).

## Notacja
Symbol przedrostka mikro- ma trzy warianty:
- Do oznaczenia przedrostka standardowo używa się greckiej litery mi (μ). Symbol przedrostka mikro w układzie SI (µ) ma w systemie UTF-8 kod: U+00B5 (micro sign). W systemie Windows znak mikro (µ) można wywołać kombinacją klawiszy: Alt+0181.
- W wyjątkowych okolicznościach, gdy użycie litery μ jest niemożliwe, jeden z dokumentów Międzynarodowej Organizacji Normalizacyjnej (ISO) pozwala na zastąpienie jej literą u[3], np. um zamiast μm, albo uV zamiast μV.
- W niektórych kontekstach – na przykład w farmacji – mikrogramy bywają zapisywane jako mcg[potrzebny przypis].